# Motaga gracilis
Motaga gracilis är en insektsart som beskrevs av Irena Dworakowska 1980. Motaga gracilis ingår i släktet Motaga och familjen dvärgstritar. Inga underarter finns listade i Catalogue of Life.